# Jezioro Rożnowskie

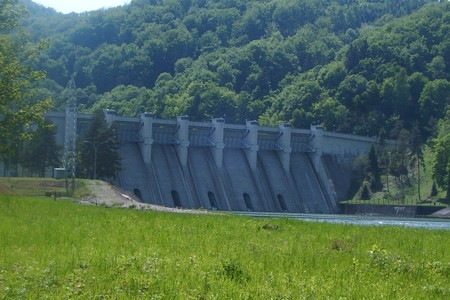
Zapora w Rożnowie

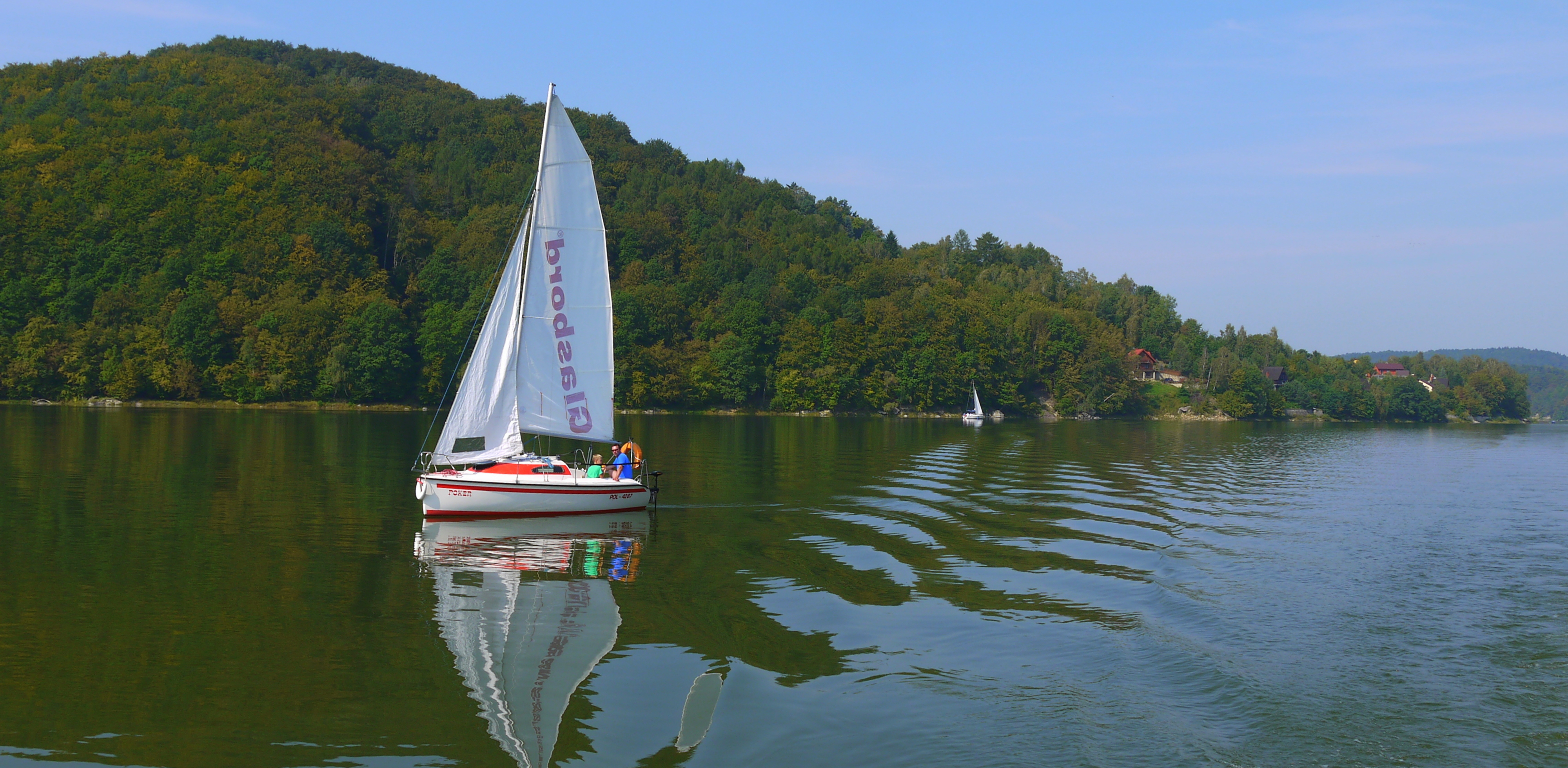

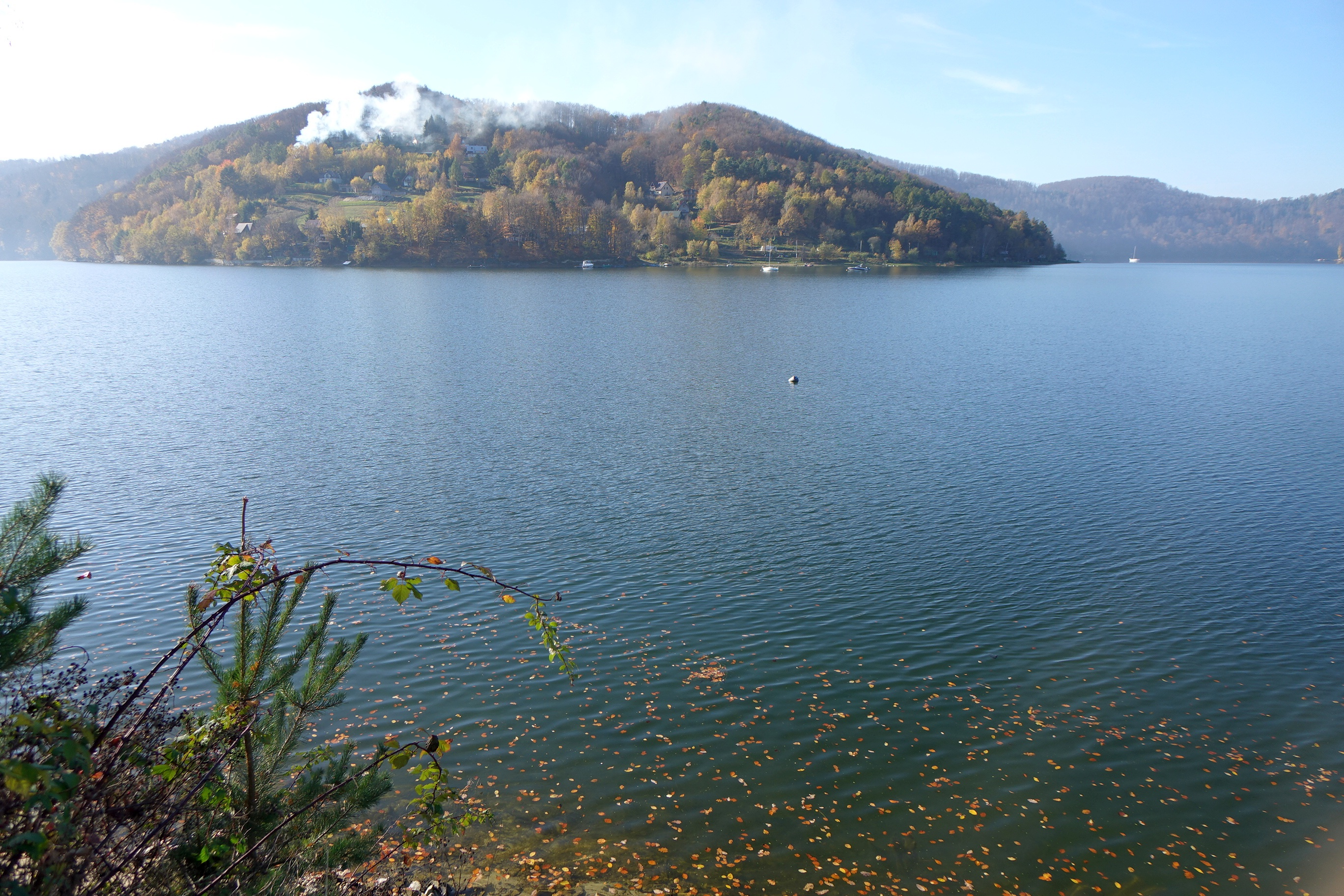
Jezioro Rożnowskie i Ostra Góra.

Jezioro Rożnowskie, Zalew Rożnowski – zbiornik zaporowy w województwie małopolskim, powstały w wyniku spiętrzenia Dunajca. Powstał w celu wyrównania przepływów rzeki i zmniejszania fali powodziowej Dunajca, a w konsekwencji i Wisły. Inwestycję przyspieszyła katastrofalna powódź w 1934 r. Budowa zapory umożliwiła powstanie Elektrowni Rożnów. Powstało w 1941 roku.

## Dane zbiornika wodnego
- powierzchnia: 1600 ha
- długość: 22 km
- maksymalna głębokość: 30–35 m
- wysokość lustra wody przy średnim stanie wody: 265 m n.p.m.
- pojemność całkowita 167 mln m³[3]

## Opis
Jezioro Rożnowskie powstało w wyniku spiętrzenia wód Dunajca na 80. km rzeki, w obrębie Pogórza Rożnowskiego. Położony jest na terenie powiatu nowosądeckiego, ok. 12 km na północ od Nowego Sącza, pomiędzy Kurowem i Rożnowem. Dolina Dunajca tworzy na tym odcinku przełom, który od zachodu ograniczony jest Pasmem Łososińskim Beskidu Wyspowego, natomiast od wschodu wzniesieniami Pogórza Rożnowskiego.
Jezioro Rożnowskie, zarysem przypominające nieregularne „S”, liczy od 18 do 20 km długości, zależnie od stanu wody oraz średnio 1 km szerokości. Tylko w niektórych miejscach szerokość osiąga 2 km. Głębokość zbiornika zmienia się również w zależności od stanu wody – koło zapory wynosi około 30 m, a w południowej części przy niskich stanach wody tworzą się płycizny i muliska. Cały zbiornik liczy od 16 do 20 km kwadratowych powierzchni.
Nieregularny kształt jeziora uwarunkowany jest morfologią doliny Dunajca. Silnie rozwiniętą linię brzegową cechują liczne półwyspy oraz zatoczki znajdujące się u ujścia potoków wpadających do Dunajca. Począwszy od zapory jezioro tworzy zakole o szerokości około 500 m, obramowane z lewej stokami zalesionej Ostrej Góry (459 m n.p.m.), a z prawej wzgórzem Łaziska (zwane też Łazy – 323 m n.p.m.). Dalej jezioro rozszerza się do 800 m w tzw. Ploso pod Zamkiem o atrakcyjnym pod względem krajobrazowym lewym brzegu, z prawej wzdłuż stromego brzegu biegnie droga Gródek nad Dunajcem – Rożnów. Z kolei następuje skręt na południe i przez zwężenie (250 m) między Tabaszową a Wiesiółką jezioro przechodzi w tzw. Rogate Ploso o silnie urozmaiconej linii brzegowej (półwyspy, zatoki – fiordy, wyspa Grodzisko, zwana „Małpią Wyspą”). Wyróżnia się tam głęboka Zatoka Bartkowska wnikająca w dolinę potoku Podolanka. Rozciągłość równoleżnikowa Rogatego Plosa liczy 4000 m, a południkowa 2000 m. Kończy się ono przewężeniem o szerokości 500 m, usytuowanym między półwyspem Koszarka a stokami góry Tabaszowej. Następną częścią jeziora jest Szerokie Ploso, ciągnące się od wspomnianego zwężenia do linii Tęgoborze – Zbyszyce na długości 6 km. Szerokie Ploso ma słabiej rozwiniętą linię brzegową, jest też mniej atrakcyjne pod względem krajobrazowym od północnych części. Górny odcinek jeziora na południe od Tęgoborza jest płytki i silniej zamulony, brzegi są płaskie i podmokłe.
Jezioro ulega stopniowemu zamulaniu w wyniku nanoszenia przez Dunajec i wpadające do niego potoki żwiru i mułów. Corocznie w zbiorniku zatrzymuje się ok. 1,6 mln m³ osadów.
Zespół zbiorników wodnych Rożnów – Czchów jest jednym z głównych elementów zagospodarowania zasobów wód dorzecza Dunajca. Podstawowe funkcje zespołu zbiorników to:
- przeciwpowodziowa (polega na wyrównaniu przepływów i ochronie dna dolin przed powodziami, zmniejszenie fali powodziowej Dunajca i Wisły),
- energetyczna (wykorzystanie wody do produkcji energii elektrycznej oraz regulowanie dobowych wahań przepływów, wywołanych pracą elektrowni),
- zaopatrzenia w wodę,
- rekreacyjna i turystyczna,
- żeglugowa (wyrównując przepływy zbiorniki umożliwiają spływ na Dunajcu i żeglugę na Wiśle poniżej ujścia Dunajca).

## Atrakcje turystyczne

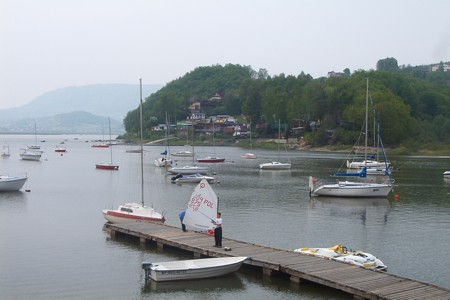
Przystań jachtowa w Znamirowicach nad Jeziorem Rożnowskim

Jezioro Rożnowskie jest atrakcyjnym turystycznie zbiornikiem wodnym. Rozwinięta linia brzegowa oraz strome, zalesione w dużej części brzegi sprawiają, że jest to miejsce o zróżnicowanym krajobrazie. Nad jeziorem znajduje się kilka miejscowości turystycznych i letniskowych: Tęgoborze, Znamirowice, Zbyszyce, Bartkowa, Gródek nad Dunajcem, Tabaszowa, Rożnów. W Znamirowicach znajduje się przystań jachtowa, w której można wypożyczyć sprzęt pływający. Dzięki powstałej kilka lat temu oczyszczalni ścieków w Nowym Sączu czystość wody w Jeziorze Rożnowskim poprawia się. Można kąpać się na całym jego obszarze. Dogodne miejsca do kąpieli z piaszczystą plażą znajdują się między innymi w Gródku nad Dunajcem.

## Środowisko przyrodnicze
„Małpia Wyspa” (Grodzisko) jest obszarem szczególnej ochrony krajobrazu i rezerwatem ptaków. W rejonie jeziora gnieździ się 165 gatunków ptaków, w tym tak rzadkie jak pojawiający się w rozlewiskach na pograniczu Gródka i Bartkowej bocian czarny.